# جاسا ورمالوا
جاسا ورمالوا (انگلیسی: Jasa Veremalua؛ زادهٔ ۲۹ مهٔ ۱۹۸۸) بازیکن راگبی ۷ نفره است.
وی به‌همراه تیم ملی راگبی ۷ نفره فیجی به مقام قهرمانی در بازی‌های المپیک تابستانی ۲۰۱۶ رسیده‌است.